# SN 2003kt
SN 2003kt – supernowa typu Ia odkryta 21 listopada 2003 roku w galaktyce A023347-0836. W momencie odkrycia miała maksymalną jasność 22,80m.